# Lanmaoa
Lanmaoa is een geslacht van schimmels behorend tot de familie Boletaceae. De typesoort is Lanmaoa asiatica.

## Soorten
Het geslacht bestaat uit de volgende 12 soorten (peildatum juli 2023):
| Soortnaam                | Auteur(s)                                                   | Publicatiejaar |
| ------------------------ | ----------------------------------------------------------- | -------------- |
| Lanmaoa angustispora     | G. Wu & Zhu L. Yang                                         | 2015           |
| Lanmaoa asiatica         | G. Wu & Zhu L. Yang                                         | 2015           |
| Lanmaoa borealis         | (A.H. Sm. & Thiers) A.E. Bessette, M.E. Nuhn & R.E. Halling | 2016           |
| Lanmaoa carminipes       | (A.H. Sm. & Thiers) G. Wu, Halling & Zhu L. Yang            | 2015           |
| Lanmaoa flavorubra       | (Halling & M. Mata) G. Wu, Halling & Zhu L. Yang            | 2015           |
| Lanmaoa fragrans         | (Vittad.) Vizzini, Gelardi & Simonini                       | 2015           |
| Lanmaoa macrocarpa       | N.K. Zeng, H. Chai & S. Jiang                               | 2019           |
| Lanmaoa pallidorosea     | (Both) Raspé & Vadthanarat                                  | 2019           |
| Lanmaoa pseudosensibilis | (A.H. Sm. & Thiers) G. Wu, Halling & Zhu L. Yang            | 2015           |
| Lanmaoa roseocrispans    | Bessette, A.R. Bessette, Nuhn & Halling                     | 2015           |
| Lanmaoa rubriceps        | N.K. Zeng & Hui Chai                                        | 2018           |
| Lanmaoa sublurida        | (Murrill) A. Farid & A.R. Franck                            | 2021           |